# いなげや
株式会社いなげや（英: Inageya Co., Ltd.）は東京都立川市に本社を置き、関東地方南部を中心に店舗を展開するスーパーマーケット大手チェーン。イオン傘下のユナイテッド・スーパーマーケット・ホールディングスの子会社である。

## 概要
東京府南多摩郡稲城村（現・東京都稲城市）の農家の子であった猿渡浪蔵が、甲武鉄道（現・中央本線）の立川駅前に移り住み、その周辺（府中、村山、東大和、国分寺）にて大八車による塩干物の引き売りを始めた。次第に商売が繁盛し、野菜なども売るようになったが、引き売りできる品数に限界を感じ、1900年（明治33年）立川の住居を店舗に改装して「稲毛屋」として開業したことが、同社の始まりである。
「稲毛屋」の屋号は、創業者の出生地一帯を鎌倉時代に統治していた地方豪族の稲毛三郎重成にあやかりつけられたものである。千葉市稲毛区とは関係がなく、店舗も存在しない。

## 沿革
- 1900年（明治33年） - 鮮魚商「稲毛屋」を創業[1]。
- 1948年（昭和23年）5月20日 - 「株式会社稲毛屋」を設立[1]。
- 1956年（昭和31年）- セルフサービス販売方式を採用した東京都多摩地域では最初のスーパーマーケットを開設[1]。
- 1965年（昭和40年） - スーパーマーケットチェーンの展開体制を確立[1]。
- 1966年（昭和41年） - 株式会社稲毛屋田無店を吸収合併。
- 1969年（昭和44年） - 多摩平店を営業譲渡。同年12月に本部を東京都東大和市に移転。
- 1973年（昭和48年） - 流通センター（現・武蔵村山センター）を東京都武蔵村山市に開設[1]。
- 1974年（昭和49年） - 第1流通センター（現・武蔵村山残堀店）を開設、一般食料品および雑貨の物流部門を移転。
- 1976年（昭和51年） 
  - 第1流通センターを東京都立川市に移転（現・立川青果センター）。
  - ODS（オープン・デイティング・システム：鮮度保証制度）を日本で最初に実施[1]。
- 1978年（昭和53年）
  - 10月 - 東京証券取引所市場第二部に株式上場[1]。
  - 12月 - 第3流通センター（現・武蔵村山センター）を開設し、精肉部門を移転。100店舗チェーン達成に向けた体制を確立。
- 1981年（昭和56年） - 生鮮食品の仕分け保管センターとして第4流通センター（現・武蔵村山センター）を開設。
- 1982年（昭和57年）4月 - 株式会社トス設立[1]。
- 1984年（昭和59年）9月 - 東京証券取引所市場第一部に指定替え[1]。商号を株式会社いなげやに変更[1]。
- 1985年（昭和60年） - 本部を東大和市から立川市に移転。同年、共同仕入機構の日本流通産業（ニチリウグループ）に加盟。
- 1986年（昭和61年） - 自社初のSSM（スーパー・スーパーマーケット）である毛呂店を開設。POSシステムの実験を開始する。株式会社よむよむ、株式会社サンフードジャパン、株式会社クックサンの3社を設立。
- 1988年（昭和63年） - 100店舗を達成。
- 1989年（平成元年） 
  - 不動産会社・秀和が筆頭株主となる。（いなげや側は、株式会社忠実屋と相互に第三者割当増資を行い株式を持ち合う対抗策を発表したが、秀和による増資差し止めの仮処分が東京地方裁判所に認められ実現しなかった。）→忠実屋・いなげや事件
- 1990年（平成2年） - POSシステムを全店へ導入。 株式会社ウェルパーク設立。
- 1992年（平成4年） - 同社グループ初のSC（ショッピングセンター）となるサビア飯能店を埼玉県飯能市に開設（2015年11月10日閉店）。
- 1994年（平成6年） - 武蔵村山市にベーカリーセンターを開設。同社グループ2店舗目のSCとなるサビア横芝店を千葉県横芝町（現・横芝光町）に開設（2016年5月31日閉店）。
- 1995年（平成7年） - 千葉県野田市に千葉センターを開設。東京都立川市に立川ドライセンター、立川青果センターを開設。
- 1999年（平成11年） - 千葉センターを千葉県船橋市に移転・拡充、新千葉センターを開設。
- 2001年（平成13年） - ウェルパーク、イオン・ウエルシア・ストアーズ加盟。
- 2002年（平成14年） - イオン株式会社が、秀和の保有するいなげや株を引き取り、筆頭株主となる。
- 2004年（平成16年） - イオンと業務提携。
- 2005年（平成17年） - ニチリウグループを脱退。
- 2006年（平成18年） - よむよむ株の9割を株式会社リブロへ売却。レジでの支払い時にクレジットカードが利用可能になる。
- 2012年（平成24年） - 株式会社三浦屋の株式を取得。
- 2014年（平成26年） - 株式会社クックサンを吸収合併。
- 2021年 (令和3年）  - 株式会社三浦屋を丸の内キャピタルへ売却。
- 2023年（令和5年） 
  - 12月6日 - イオンによるTOB成立に伴い同社の連結子会社となる[7]。
- 2024年（令和6年）
  - 9月2日 - いなげや傘下のドラッグストア「ウェルパーク」をウエルシアホールディングスに売却[8][9][広報 2]。
  - 11月28日 - 東京証券取引所上場廃止[10]。
  - 11月30日 - 株式交換により、ユナイテッド・スーパーマーケット・ホールディングスの完全子会社となる[6][11]。

## 事業所
- 立川 青果・生鮮センター（東京都立川市泉町）
- 国分首都圏ドライセンター（東京都昭島市拝島町)
- 武蔵村山 精肉・鮮魚センター（東京都武蔵村山市伊奈平）
- 入間惣菜センター(埼玉県入間市上藤沢)
- 千葉センター（千葉県船橋市豊富町）
- 国分船橋ドライセンター（千葉県船橋市日の出）

## 店舗数・ブランド

### 出店店舗数
※店舗数は2025年5月22日時点、店舗数・地域分類は上記公式サイト「店舗一覧」に基づく。
- 全店合計 - 132店舗

（いなげや：108店舗、ina21：17店舗、blooming bloomy：7店舗）
- 東京都 - 72店舗

（いなげや：56店舗、ina21：12店舗、blooming bloomy：4店舗）
- 埼玉県 - 28店舗

（いなげや：24店舗、ina21：1店舗、blooming bloomy：3店舗）
- 神奈川県 - 25店舗

（いなげや：21店舗、ina21：4店舗）
- 千葉県 - 6店舗

（いなげや：6店舗）
かつて台湾現地企業「裕源企業」との合弁により台湾中部において「裕毛屋」として出店していたが現在は資本提携が解消され名称のみが残っている。
- いなげや（Inageya）
  - 通常ブランド。2024年現在107店舗が使用している。
- ina21（EDLP形式の店舗）
  - 17店舗（千葉県を除く）がこのブランドを使用している。
- blooming bloomy（高質形式の店舗）
  - 6店舗（東京都と埼玉県のみ）がこのブランドを使用している。

### 廃止されたブランド
- ESBI（エスビイ、EDLP形式の小型店舗）
  - 千葉県を除いた3都県の店舗で使用していたが、最後の1店となった立川南口店の閉店を以て廃止。また、ESBI＋（エスビイプラス）の屋号をウェルパークの店舗が使用していた。

## 地域と共に歩むいなげや
- 創業110周年を記念して創業の地である多摩地区青梅市に環境保全を目的とした「すこやけくの森」を開設。
- 埼玉西武ライオンズ<西武鉄道創立100周年記念シリーズ>パシフィック・リーグ公式戦に協賛。2012年8月11日から5試合開催[広報 3]。所沢西武園店では開店当初から埼玉西武ライオンズコーナーが置かれメガホンやビクトリーフラッグ等の一部グッズの販売が行われている。

## POSシステム
POSシステムは、富士通製を使用している。

## ポイントカード
一部店舗を除き、「ing（アイエヌジー）・ファンカード」と称するポイントサービスを実施している。ポイントカードはクレジット機能なしの「ing・fanクラブカード」と、クレジット機能付きの「ing・fanVカード」の二種類がある。

## 不祥事
- 2003年（平成15年） - チーフをしていた20代男性が過労自殺[13]。
- 2016年（平成28年） - 2014年（平成26年）に脳梗塞で亡くなった従業員が過労死認定される[13]。
- 2017年（平成29年） - 東京地方裁判所が男性従業員に対するパワハラを認め、22万円の賠償を命じる判決を会社と指導員に言い渡した。知的障害を抱える男性従業員に対し、女性上司による差別的言動を認定した[14][15][16]。その後、双方が控訴。2018年に東京高等裁判所で和解成立。女性に不適切な言動があったことや、いなげやが適切な対応ができなかったことを認める内容。いなげやが、精神的に傷つき退職したことに遺憾の意を示し、研修などを充実させて障害者の職場環境の整備に努めることも盛り込まれた。[17][18]

## グループ・関連会社
- ウェルパーク - ドラッグストアを展開[1]。2024年9月にウエルシアホールディングスに売却[8][9]。
- サンフードジャパン - デイリー加工食品を製造[1]。
- サビアコーポレーション - 不動産/デベロッパー。グループ各社店舗の建設・保守・営繕。
- いなげやドリームファーム - 農産物の栽培生産。
- いなげやウィング - 特例子会社

#### 広報資料・プレスリリースなど一次資料
1. ↑  いなげや物語（いなげや公式サイト）
2. ↑  “ウエルシアホールディングスによるウェルパークの完全子会社化、いなげやに於ける子会社の異動（株式譲渡）並びに当該子会社からの特別配当の受領及び特別利益の計上に関するお知らせ”. いなげや・ウエルシアHD・イオン (2024年4月18日).
3. ↑  西武鉄道創立100周年記念シリーズ協賛企業一覧 [リンク切れ]（アーカイブサイト）
4. ↑  『いなげや様と菱食様における店舗在庫最適化支援システムを構築』（プレスリリース）富士通株式会社・株式会社富士通システムソリューションズ、2010年6月10日。2012年12月16日閲覧。